# Лебединцев Костянтин Феофанович
Костянти́н Феофа́нович Лебединцев (13 жовтня 1878 — 25 вересня 1925) — український математик й педагог-новатор.

## Життєпис
Народився в учительській сім'ї; батько, Феофан Лебединцев — керівник Радомської учбової дирекції. 1880 року родина переїхала до Києва, навчався у 2-й Київській гімназії, став студентом фізико-математичного відділення природничо-історичного факультету Київського університету Св. Володимира, навчання закінчив 1900-го із дипломом І ступеня.
Викладав математику в навчальних закладах Києва: розпочинав у 2-й гімназії, потім — у 1-му комерційному училищі, згодом на Вищих жіночих курсах А. Жекуліної. Мав змогу впроваджувати новітні методичні прийоми й ідеї — безпосередньо у процесі вивчення шкільних математичних курсів.
Був членом Київського фізико-математичного товариства, намагався реформувати викладання шкільної математики. Протестував проти покарань та залякувань учнів, практики бездумного зубріння.
Після більшовицького перевороту був консультантом у відділі реформи шкіл Наркомосу РСФРР, по тому — працював у Наркомосі УСРР.
Розробив психологічні основи методики викладання математики, у своїх працях прослідкував історію конкретно-індуктивного і абстрактно-дедуктивного методів навчання.

### Серед робіт
- статті: «Наша молодежь и вопросы половой этики», «Вестник воспитания», 1907, № 8,
- «О границах вмешательства в воспитание детей (В связи с педагогическими воззрениями Л. Н. Толстого)», «Народный учитель» 1908, № 9,
- збірки статей «Метод обучения математики в старой и новой школе», 1914,
- «Математика в народной школе (Первая ступень)», Москва, 1918,
- «Концентрическое руководство алгебры для средних учебных заведений (в 2-х частях)», 1919, в цій праці Костянтин Лебединцев уперше ввів учення про функцію — як органічну складову частину шкільного курсу алгебри,
- «Развитие числовых представлений у ребенка в раннем детстве», 1923,
- «Введение в современную методику математики», 1925.